# Ilyushin Il-30
Ilyushin Il-30 là một loại máy bay ném bom chiến thuật phản lực của Liên Xô, đây là thiết kế có hiệu năng cao, cánh xuôi sau của loại Ilyushin Il-28.

## Tính năng kỹ chiến thuật (ước lượng)
Dữ liệu lấy từ OKB Ilyushin: A History of the Design Bureau and its Aircraft
Đặc tính tổng quan
- Kíp lái: 4
- Chiều dài: 18 m (59 ft 1 in)
- Sải cánh: 16,5 m (54 ft 2 in)
- Diện tích cánh: 100 m2 (1.100 foot vuông)
- Trọng lượng rỗng: 22.967 kg (50.634 lb)
- Trọng lượng có tải: 17.033 kg (37.552 lb)
- Động cơ: 2 × Lyulka TR-3 kiểu turbojet, 45,1 kN (10.100 lbf) thrust  mỗi chiếc

Hiệu suất bay
- Vận tốc cực đại: 1.000 km/h (621 mph; 540 kn)
- Vận tốc hành trình: 850 km/h (528 mph; 459 kn)
- Tầm bay: 3.500 km (2.175 mi; 1.890 nmi)
- Trần bay: 13.000 m (42.651 ft)

Vũ khí trang bị

- Súng: 6 × pháo 23 mm (0,91 in) Nudelman-Rikhter NR-23
- Bom: 4.000 kilôgam (8.800 lb)